# Брадтман, Эдуард-Фердинанд Петрович
Эдуа́рд-Фердина́нд Петро́вич Бра́дтман (23 января [4 февраля] 1856, Санкт-Петербург — не ранее 1926) — русский архитектор, киевский домовладелец, главный архитектор Киева.

## Биография
- В 1878 году окончил Петербургскую Академию искусств
- В 1886 году получил чин классного художника III степени
- С 1898 года киевский городской архитектор (совместно с И. Николаевым и А. Кривошеевым)
- С 1903 года преподавал архитектуру в Киевском художественном училище
- С 1917 года работал в Киеве районным архитектором

## Реализованные проекты
- Дом по ул. Львовской (ныне Сечевых Стрельцов) 22 (1886);
- Конференц-зал на Всероссийской выставке (1897 г., не сохранился).
- Гостиница «Континенталь» на ул. Николаевской (ныне Городецкого) (1897), сгорела 24.09.41, восстановлена как концертный зал консерватории;
- Театр Соловцова (совместно с Г. П. Шлейфером) на бывш. Николаевской площади (1898);
- Доходный дом И. Маршака, ул. Крещатик, 5 (1899);
- Доходный дом Л. Б. Гинзбурга ул. Городецкого, 9 (1901) с Г. П. Шлейфером;
- Жилой дом по ул. Межигорской 5 (1900);
- Дом барона Гессельбейна («Колыбели Духа») ул. Николаевская 15, с Г. П. Шлейфером (1901-03);
- Склеп С. М. Сольского на Лукьяновском кладбище (1902);
- Пристройка между мужским реальным училищем св. Екатерины и женской гимназией лютеранской общины на ул. Лютеранськой 18-20 (1902);
- Цирк «Гиппо-Палас» (единственный в Европе двухъярусный цирк, не сохранился) П. С. Крутикова по ул. Городецкого 7 (1903);
- Городское начальное училище Н. Бунге на углу ул. Липской 18/5 и Елисаветской, ныне Филиппа Орлика (1904, архитектор Г. Шлейфер);
- Доходный дом купца 1-й гильдии Ф. Г. Михельсона по ул. Фундуклеевской (ныне Б. Хмельницкого), 10 (Кружевной дом Брадтмана) (1903-04);
- Особняк Аршавского (Дом «плачущей вдовы») по ул. Лютеранская, 23. Особняк был построен для купца первой гильдии С. А. Аршавского в стиле модерн. Центральный ризалит особняка завершает подковообразный щипец с женским маскароном. (1907);
- Церковь св. Серафима Саровского в Пуще-Водице на углу ул. Лермонтовской (ныне Н. Юнкерова) 42 и 7-й линии (1908—1910, соавтор инженер А. И. Тихонов).
- Дачи в Пуще-Водице на улицах Пушкинской (ныне Квитки Цысик) 40-6, Тургеневской (ныне Курортной), 11, Лермонтовской (Юнкерова), 37, 37-А, 47, 69 (начало XX века), ресторан на ул. Лесной;
- Хирургический корпус больницы, основанной купцом Ионой Зайцевым, на ул. Кирилловской, 63. Иудейский молитвенный дом при больнице Зайцева (1911);
- Пожарная часть с каланчой на Подоле Воскресенский переулок 1 (1910—1912);
- Школа / народное училище им. С. Ф. Грушевского. Ул. Кирилловская 164; соавтор В. Г. Кричевский (оформление), 1910—1912;
- Доходный дом Т. Крамской по ул. Большая Васильковская 46 (1911-12);
- Больница Евангельской лютеранской общины ул. Новопавловская (ныне Владимира Винниченко) 9, проект Кольмана, строил инженер М. Михельсон, 1913;
- Дом по ул. Герцена, 6. (1912-14).

## Галерея
- Улица Городецкого, 9
- Улица Липская, 18/5
- Улица Лютеранская, 23
- Церковь Серафима Саровского в Пуще-Водице
- Склеп Степана Сольского на Лукьяновском кладбище
- Национальный академический драматический театр имени Ивана Франко